# سرخس الجرف النيومكسيكي
سرخس الجرف النيومكسيكي (الاسم العلمي:Woodsia neomexicana) هو نوع من النباتات يتبع جنس سرخس الجرف من فصيلة سراخس الجرف.